# سيدي عبد الرزاق
سيدي عبد الرزاق (بالإنجليزية: SIDI ABDERRAZAK)‏ هي قرية ريفية تابعة لإقليم الخميسات ضمن جهة الرباط سلا زمور زعير بالمغرب. بلغ مجموع عدد سكان سيدي عبد الرزاق حسب إحصاءات 2004 حوالي 13654 نسمة من بينهم 2 أجانب يعيشون في 2382 أسرة.